# 우군칙
우군칙(禹君則, 1776년~1812년 음력 4월)은 조선 순조 시대의 풍수복설가, 농민 반란 주동자이다. 본명은 우장유(禹將酉)이고 본관은 단양(丹陽)이며 자(字)는 군칙(君則)이다.

## 생애
평안도 태천의 양반 집안에서 첩(妾)의 소생인 서자(庶子)로 출생하였고 평안도 박천군 가산면 청룡사에서 홍경래(洪景來)와 홍총각(洪總角)을 만나 그들과 뜻을 같이 하였으며 1811년 홍경래 난 주동자 가운데 1명으로 나서서 이듬해 1812년 정주성에서 관군과 전투하다가 정주성이 함락되자 가족들을 데리고 도주하였으나 곧바로 관군에 체포되어 한성부로 압송, 사형(참수형) 집행되었고 그 수급이 조선 팔도에 효수되었다.

## 대중 문화
2001년에 MBC에서 방영한 사극 《상도》에서는 박병훈이 우군칙을 연기하였다.

## 같이 보기
- 홍경래
- 홍총각